# Erich Salomon
Erich Salomon (28. dubna, 1886 – 7. července, 1944) byl německý zpravodajský fotograf známý svými snímky z vysokých diplomatických míst a také inovativními metodami využití technických možností fotografické techniky.

## Život a dílo
Svou fotožurnalistickou kariéru začal v roce 1926, kdy fotografoval skrytou kamerou soudní proces v Koburgu.
Jeho přirozené a živé snímky zveřejňovaly noviny a časopisy Berliner Illustrirte Zeitung, Münchner Illustrierte Presse a agentura Dephot. Vůbec poprvé zobrazovaly velké osobnosti tohoto světa, státníky, politiky a diplomaty v neoficiálních, lidských situacích.
Jako žid emigroval před nacisty do Nizozemí, byl od roku 1942 uvězněn ve Westerborku. V zimě 1944 byl deportován do Terezína a odsud v květnu do Terezínského rodinného tábora v Osvětimi. Zde byl pravděpodobně v červenci 1944 zavražděn.

## Cena Ericha Salomona
Je po něm pojmenována Cena Ericha Salomona, což je ocenění za celoživotní dílo pro fotožurnalisty udílené německou Fotografickou společností (Deutsche Gesellschaft für Fotografie).

## Galerie

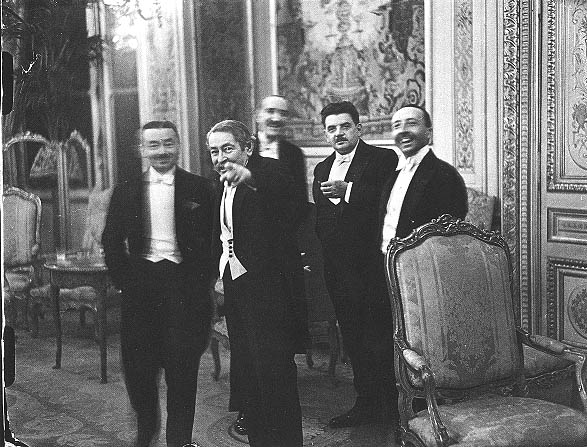
Paul Reynaud, Aristide Briand ("Ah, le voila: le roi des indiscretes!" „Aaaa, tady je: král indiskretů!“), Champetier de Ribes,Edouard Herriot, Léon Bérard, 1931
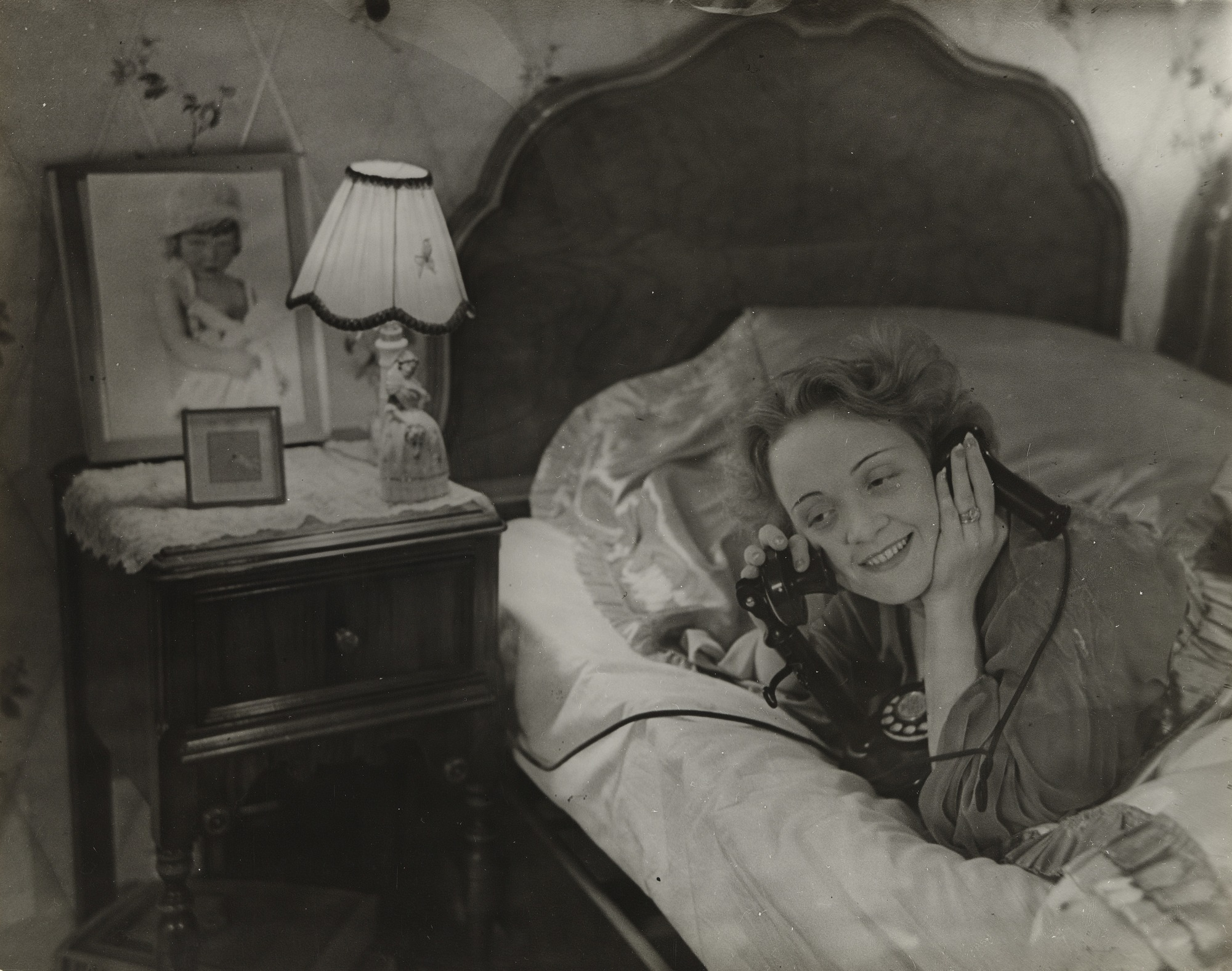
My Child Speaks Marlene Dietrich 1930, Erich Salomon, 1930
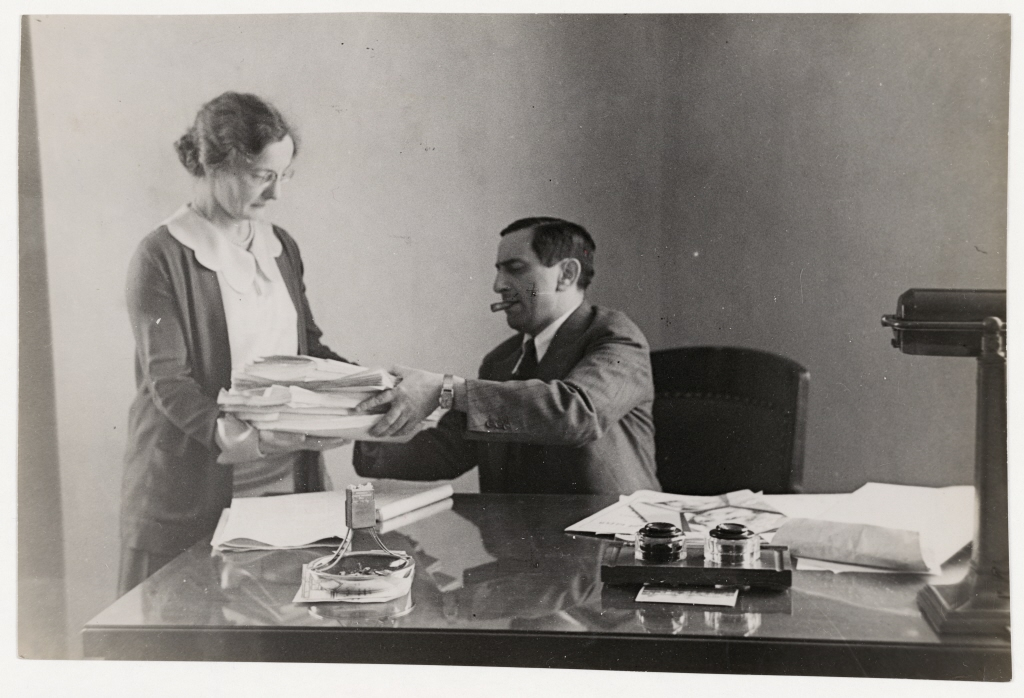
Ernst Lubitsch se svou sekretářkou, Hollywood, 1930
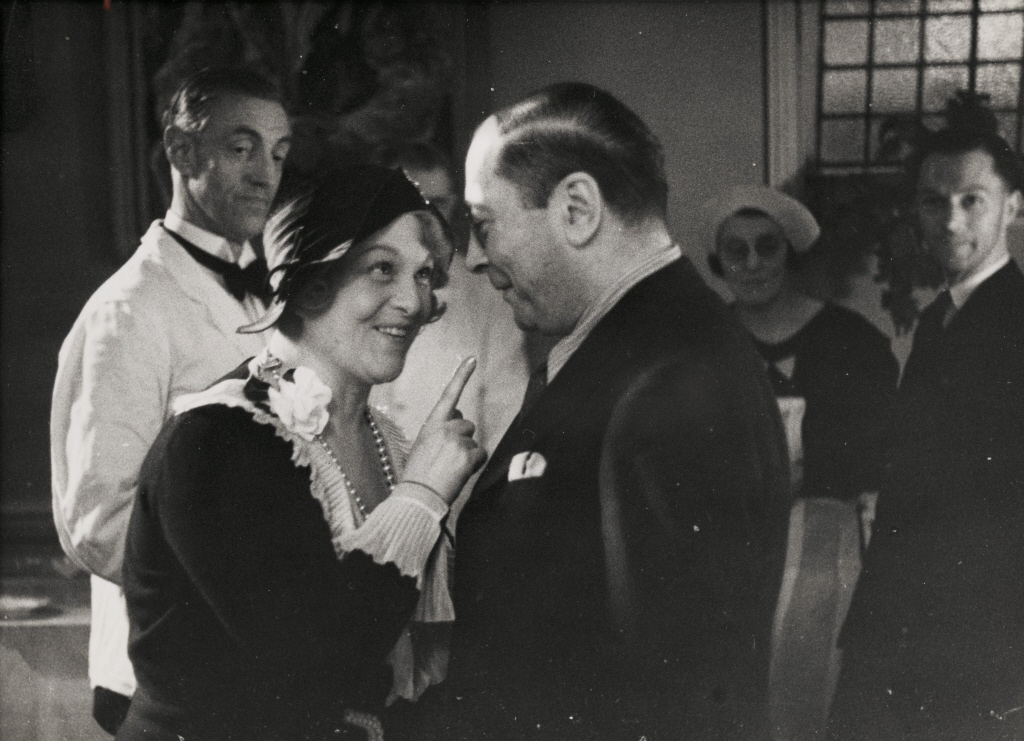
Sopranistka Margaret Sheridan a dirigent Vincenzo Bellezza, Londýn, 1938
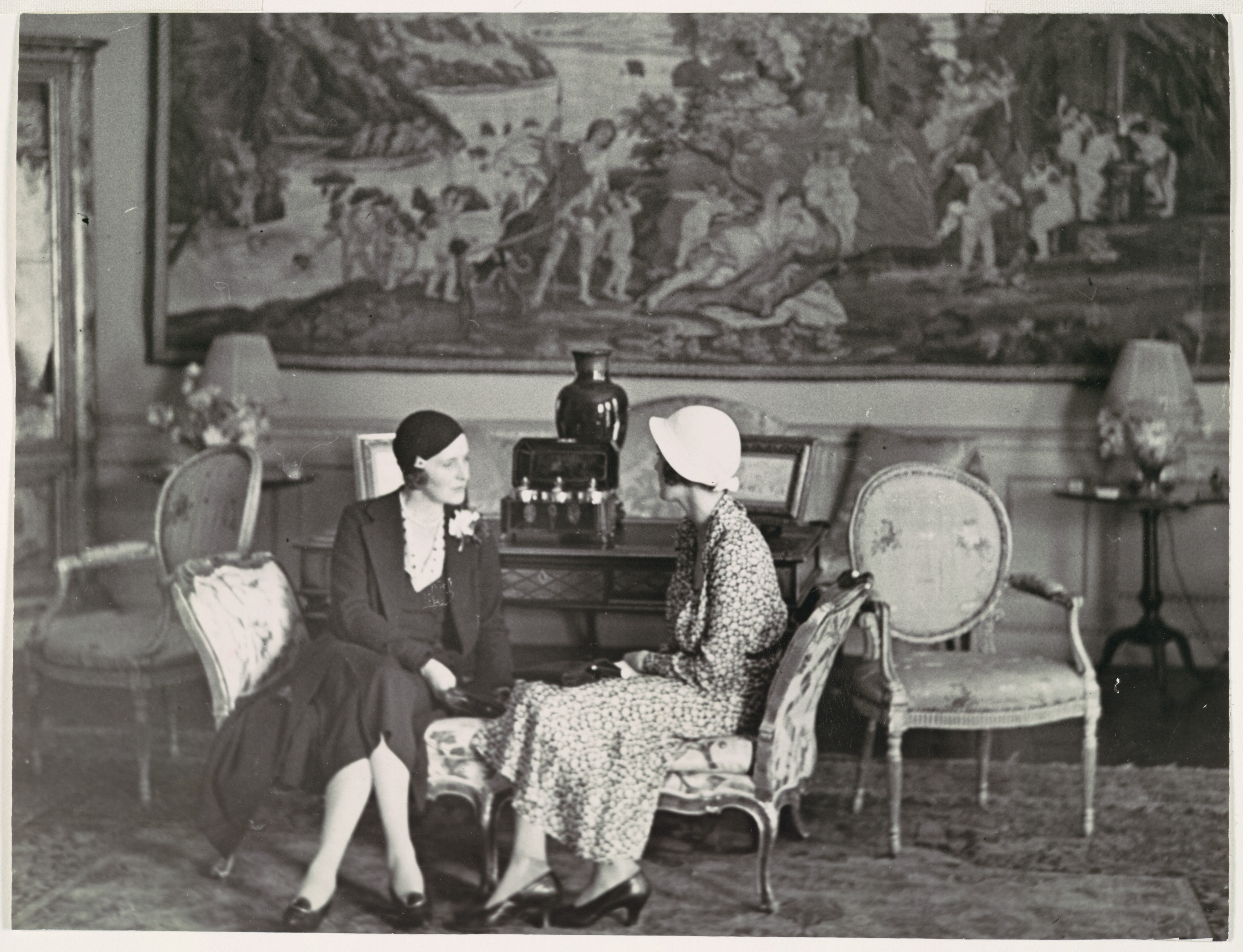
Dvě ženy při konverzaci, 1920-1930